# Cớm học đường
Cớm học đường (tên gốc tiếng Anh: 21 Jump Street) là bộ phim điện ảnh hài, hành động của Mỹ do Phil Lord và Christopher Miller đạo diễn, với phần kịch bản được thực hiện bởi Michael Bacall. Phim có sự tham gia diễn xuất của Jonah Hill và Channing Tatum vào vai hai nhân vật chính.
Phim được khởi chiếu tại các rạp vào ngày 16 tháng 3 năm 2012 bởi Columbia Pictures và Metro-Goldwyn-Mayer và đã thu về tổng cộng 201 triệu USD. Phần phim tiếp nối, mang tên Cớm đại học, được công chiếu vào ngày 13 tháng 4 năm 2014.

## Nội dung
Schmidt và Jenko là bạn học thời trung học. Schmidt học giỏi nhưng mập ú, nhút nhát nên bị Jenko điển trai, khỏe mạnh nhưng học kém trêu chọc. Schmidt vì tổn thương khi bị cô gái mình thích từ chối lời mời đi dự dạ hội tốt nghiệp, và Jenko vì điểm số quá kém nên bị cấm xuất hiện tại buổi dạ hội đều đã bỏ lỡ sự kiện cả đời học sinh chỉ có một lần này. Sau khi tốt nghiệp trung học, Schmidt và Jenko gặp lại nhau tại trường đào tạo cảnh sát. Schmidt và Jenko tuy trước có hiềm khích nhưng để giúp đỡ nhau trong quá trình học tập tại trường đào tạo đã bắt tay nhau thành bạn bè, dần dần trở thành chí cốt. Schmidt và Jenko tốt nghiệp thuận lợi và trở thành cảnh sát. Cả hai mơ được trở thành những cảnh sát tham gia vào những vụ án lớn, quan trọng. Tuy nhiên, họ lại được sắp xếp trở thành cảnh sát an ninh phụ trách công viên trung tâm.
Trong lúc làm việc, cả hai phát hiện ra một nhóm đang sử dụng ma túy. Schmidt và Jenko đuổi theo những tên tội phạm sau khi khám xét xe gắn máy của bọn chúng và bắt được 1 tên. Tuy nhiên, do không nhớ nổi câu tuyên bố quyền của kẻ bị bắt, Jenko đã không thực hiện được việc này dẫn đến tên tội phạm được phóng thích. Mọi chuyện chưa dừng lại. Schmidt và Jenko lại nhận lệnh thuyên chuyển công tác và tham gia một dự án hoạt động ngầm của chính phủ tại các trường trung học. Trụ sở của tổ chức này nằm tại số 21 phố Jump. Ở đây, Schmidt và Jenko nhận lệnh cải trang thành học sinh trung học, trà trộn, điều tra vụ sản xuất, buôn bán một loại ma túy tổng hợp mới mang tên HFS (viết tắt cho "Holy F**king Sh*t") đã gây tử vong một nam sinh.
Schmidt và Jenko trở thành anh em với thân phận mới. Cả hai cố gắng hòa nhập với môi trường tưởng thân quen hóa ra lạ lẫm vì cách biệt thế hệ. Vì một sai sót, Schmidt và Jenko bị lộn thân phận với nhau. Schmidt thông minh được xếp hoạt động cùng lớp Hóa bị tráo với Jenko điển trai, khỏe mạnh được xếp hoạt động ở lớp Thể chất và Nhạc kịch. Schmidt và Jenko tìm cách tiếp cận đường dây của bọn buôn bán ma túy và gặp Eric, một nam sinh trong nhóm nổi tiếng, cũng là một đầu mối buôn bán HFS. Vì muốn làm thân với Eric, Schmidt và Jenko tổ chức một bữa tiệc tại nhà Schmidt. Jenko tại đây gắn được máy nghe trộm vào điện thoại của Eric. Dần dần Schmidt và Jenko nhanh chóng bỏ qua được sự khác biệt mà hòa nhập vào môi trường của đối phương: Schmidt với nhóm nổi tiếng và Jenko với nhóm mọt sách. Khi tiếp cận Eric, Schmidt có cảm tình với Molly, 1 nữ sinh trong nhóm và được cô đáp lại. Jenko cảm thấy Schmidt bị dấn quá sâu, không còn kiểm soát được tình hình. Schmidt vì muốn hòa nhập với nhóm nổi tiếng đã nói xấu Jenko và nhóm mọt sách gây ra hiểu lầm giữa cả hai. Như thế, sau khi đuổi theo Eric vào ngày diễn ra buổi biểu diễn của lớp Nhạc kịch, phát hiện ra mối quan hệ với đám tội phạm xe gắn máy sử dụng ma túy tại công viên hôm nào, rượt đuổi trên đường quốc lộ, cả hai đánh nhau trên sân khấu và bị đuổi khỏi trường học cũng như bị sa thải khỏi tổ chức. Tuy nhiên, trận đánh nhau này lại hoàn toàn chiếm được sự tin tưởng của Eric. Eric đề nghị Schmidt và Jenko trở thành vệ sỹ của mình.
Theo Eric tới địa điểm gặp tên trùm, thầy giáo lớp Thể chất, Walters, Schmidt và Jenko đụng mặt đám tội phạm xe gắn máy. Sau đó cả hai bị lộ thân phận. Nhờ 2 cảnh sát ngầm khác trà trộn trong nhóm tội phạm, Schmidt và Jenko tạm thời được cứu. Tuy nhiên, 2 tay cảnh sát này nhanh chóng bị tên tội phạm cầm đầu bắn chết, Schmidt và Jenko phải cùng nhau chiến đấu với đám tội phạm. Cả hai đuổi theo đám tội phạm đang truy sát Walters, Eric và con tin Molly. Nhờ bài học cùng nhóm mọt sách, Jenko chế tạo bom rượu và gây nổ xe của đám tội phạm. Sau đó, Walters dùng Molly uy hiếp Schmidt và Jenko. Jenko vì muốn cứu Schmidt đã nhảy ra đỡ đạn. Schmidt tức giận nổ súng và hạ được Walters. Vụ án khép lại, Schmidt và Jenko được khen thưởng nhưng nhận ngay vụ mới sau đó, nằm vùng tại một trường đại học.

## Diễn viên
Diễn viên chính
- Jonah Hill vai Schmidt
- Channing Tatum vai Jenko

Diễn viên thứ
- Brie Larson vai Molly Tracey
- Dave Franco vai Eric Molson
- Rob Riggle vai Thầy Walters

| Diễn viên phụ - DeRay Davis vai Domingo - Ice Cube vai Đại úy Dickson - Dax Flame vai Zack - Chris Parnell vai Thầy Gordon - Ellie Kemper vai Cô Griggs - Jake Johnson vai Hiệu trưởng Dadier - Nick Offerman vai Deputy Chief Hardy - Holly Robinson Peete vai Sĩ quan Judy Hoffs - Johnny Pemberton vai Delroy - Stanley Wong vai Roman - Justin Hires vai Juario - Brett Lapeyrouse vai Amir - Lindsey Broad vai Lisa - Caroline Aaron vai Annie Schmidt - Joe Chrest vai David Schmidt - Geraldine Singer vai Phyllis - Dakota Johnson vai Fugazy - Rye Rye vai Jr. Jr. - Valerie Tian vai Burns - Jaren Mitchell vai Sanders - Johnny Simmons vai Billiam Willingham - Keith Kurtz vai DJ Ay Papi - Randal Reeder vai Karl | - Peter Epstein vai One-Percenter #1 - Anthony Molinari vai One-Percenter #2 - Luis Da Silva Jr. vai One-Percenter #3 (Luis) - Dominic 'Taz' Alexander vai One-Percenter #4 (Lukas) - Mike Seal vai One-Percenter #5 (Ed) - Spencer Boldman vai French Samuels - Joe Williams vai Scott - Chad Hessler vai Crazy - Kevin Michael Murphy vai Crazy - Victor Paguia vai Crazy - Chanel Celaya vai Melodie - Carol Sutton vai Hiệu trưởng Hamilton - Andrea Frankle vai Cinnamon - Tiffney Wagner vai Gái bán dâm - Andrea Madison vai Gái bán dâm - Hristo Birbochukov vai Người đệm nhạc - Candi Brooks vai Cô gái đi VW Bug - Turner Crumbley vai EMT - Haley Farris vai Bạn của Eric - Brittney Alger vai Bạn của Eric - Joshua Nelms vai Nam sinh quan hệ 3 - Courtney Jarrell vai Nữ sinh quan hệ 3 - Melissa Cordero vai Nữ sinh quan hệ 3 - Beau Delatte vai Adorable Boy - Charles Ferrara vai Người gác cổng - Mark Adams vai Cảnh sát trưởng - Brian Heath Rossitto vai Trợ giảng | - John L. Armijo vai Thám tử thường phục - Beau Brasseaux vai Cảnh sát Cadet - Cameron M. Brown vai Cậu bé trong công viên - Rebecca Collins vai Học sinh tại dạ hội - Raymond Delaune vai Cha - Peter DeLuise vai Sĩ quan Doug Penhall - Johnny Depp vai Tom Hanson - Rene Fabre vai Phụ huynh tại Rạp hát - Cy Fahrenholtz vai Người tham dự Lễ Tốt nghiệp - Dakota Hill vai Học sinh - Dustin Hymel vai Band Director - Sara Kenley vai Nữ sinh trong hồi tưởng - Stephen Livaudais vai Cảnh sát - D.J. Mills vai Cậu bé trong công viên - Moses Munoz vai Cảnh sát Học viện Cadet - Darren Sumner vai Sĩ quan Miller - Zac Waggener vai Jock #2 - Michael Warren vai Học sinh - Stephen Warren vai Học sinh |

## Giải thưởng
| Năm  | Giải                              | Hạng mục                                 | Đề cử                                                                             | Kết quả   | Ghi chú |
| ---- | --------------------------------- | ---------------------------------------- | --------------------------------------------------------------------------------- | --------- | ------- |
| 2012 | BMI Film & TV Awards              | Film Music Award                         | Mark Mothersbaugh                                                                 | Đoạt giải | [ 7 ]   |
| 2012 | Golden Trailer Awards             | Quảng bá tốt nhất                        |                                                                                   | Đoạt giải | [ 8 ]   |
| 2012 | Golden Trailer Awards             | Phim Hài hay nhất                        |                                                                                   | Đoạt giải | [ 8 ]   |
| 2012 | MTV Movie Awards                  | Trình diễn Hài xuất sắc nhất             | Jonah Hill                                                                        | Đề cử     | [ 9 ]   |
| 2012 | MTV Movie Awards                  | Diễn xuất xuất sắc nhất                  | 21 Jump Street                                                                    | Đề cử     | [ 9 ]   |
| 2012 | MTV Movie Awards                  | Hóa thân xuất sắc nhất                   | Johnny Depp                                                                       | Đề cử     | [ 9 ]   |
| 2012 | MTV Movie Awards                  | Cảnh chiến đấu hay nhất                  | Channing Tatum và Jonah Hill với Kid Gang                                         | Đề cử     | [ 9 ]   |
| 2012 | MTV Movie Awards                  | Best Gut-Wrenching Performance           | Jonah Hill và Rob Riggle                                                          | Đề cử     | [ 9 ]   |
| 2012 | MTV Movie Awards                  | Nhạc nền phù hợp                         | Party Rock Anthem của LMFAO                                                       | Đoạt giải | [ 9 ]   |
| 2012 | Teen Choice Awards                | Choice Movie: Phim Hài                   | 21 Jump Street                                                                    | Đoạt giải | [ 10 ]  |
| 2012 | Teen Choice Awards                | Choice Movie: Nam diễn viên Hài          | Channing Tatum                                                                    | Đoạt giải | [ 10 ]  |
| 2012 | Teen Choice Awards                | Choice Movie: Nam diễn viên Hài          | Jonah Hill                                                                        | Đề cử     | [ 10 ]  |
| 2012 | Artios Awards                     | Thành tựu Casting                        | 21 Jump Street - Jeanne McCarthy, Nicole Abellera, Elizabeth Coulon, Yesi Ramirez | Đề cử     | [ 11 ]  |
| 2012 | People's Choice Awards lần thứ 39 | Phim Hài được yêu thích nhất             | 21 Jump Street                                                                    | Đề cử     | [ 12 ]  |
| 2013 | Critic's Choice Awards            | Phim Hài hay nhất                        | 21 Jump Street                                                                    | Đề cử     | [ 13 ]  |
| 2013 | Critic's Choice Awards            | Nam diễn viên xuất sắc nhất thể loại Hài | Channing Tatum                                                                    | Đề cử     | [ 13 ]  |